# Движение Рейдемейстера
В математической теории узлов движением (преобразованием) Рейдемейстера называют одно из трёх
локальных движений на диаграмме зацепления. В 1927 году Джеймс Александер и Бриггс, а также независимо от них Курт Рейдемейстер, показали, что две диаграммы, относящиеся к одному и тому же узлу, с точностью до плоской изотопии могут быть преобразованы одна в другую с помощью последовательного применения одного из трёх движений Рейдемейстера.
Каждое движение действует в небольшой области диаграммы и бывает одного из трёх типов:
Тип I. Скручивание и раскручивание в любом направлении.
Тип II. Перемещение одной петли целиком через другую.
Тип III. Перемещение нити целиком над или под пересечением.
Заметим, что другие части диаграммы не отображены на схеме движения, а также, что плоская изотопия может исказить рисунок. Нумерация типов движений соответствует числу нитей, вовлечённых в него, к примеру, движение типа II действует на двух нитях диаграммы.
Один из важных случаев, когда требуются движения Рейдемейстера — это определения инвариантов узлов. Инвариант определяют, как свойство диаграммы узла, которое не меняется при любых движениях Рейдемейстера. Множество важных инвариантов можно определить таким образом, включая полином Джонса.
Только движения типа I изменяют число закрученности зацепления. Движение типа III — единственное, которое не изменяет число пересечений на диаграмме.
В приложениях, таких как исчисление Кирби, в котором искомый класс эквивалентности диаграмм узла является не узлом, а оснащённым узлом, необходимо заменить движение типа I движением «модифицированного типа I» (тип I'), состоящем из двух движений типа I в противоположных направлениях. Движение типа I' не затрагивает ни оснащённость зацепления, ни полный индекс извивания диаграммы узла.
Брюс Трэйс показал, что две диаграммы связаны только движениями типов II и III тогда и только тогда, когда у них одинаковые числа закрученности и вращения (порядок точки относительно кривой). Кроме того, совместная работа О. Остлунд, В. О. Мантурова и Т. Хаге показывает, что для каждого узла есть такая пара диаграмм, что любая последовательность движений Рейдемейстера, переводящая одну диаграмму в другую, должна состоять из движений всех трёх типов. Александр Ковард показал, что для диаграмм зацеплений, представляющих эквивалентные зацепления, есть последовательность движений, упорядоченная по типам: сначала выполняются движения типа I, затем — типа II, типа III и снова типа II. Движения до движений типа III увеличивают число пересечений, а после них — уменьшают.
В другом русле, Стефан Галатоло, и независимо Джоэл Хас и Джеффри Лагарьяс (с лучшим ограничением), показали, что существует верхняя граница (зависящая от числа пересечений) количества движений Рейдемейстера, необходимая, чтобы превратить диаграмму тривиального узла в его стандартную диаграмму. Это предоставляет малопродуктивный алгоритм для решения задачи развязывания.
Тюитиро Хаяси доказал, что есть также верхняя граница, зависящая от числа пересечений, движений Рейдемейстера, необходимых для расщепления зацепления